# Andrei Cornea
Andrei Cornea (n. 3 aprilie 1952, București, România) este eseist, istoric al artei, clasicist, publicist și filosof român. Este cunoscut pentru traducerea integrală în limba română, sub îndrumarea lui Constantin Noica, a dialogului „Politeia” al lui Platon din greaca veche. Scrie de asemenea un editorial politic săptămânal în Revista 22.

## Biografie
Este fiul mai mic al profesorului, criticului și istoricului literar de origine evreiasca Paul Cornea. Își ia licența în istoria și teoria artei la Academia de Arte Frumoase în 1976, pentru ca apoi, în 1980, să își ia licența în filologie clasică la Universitatea București. Urmează apoi un doctorat în filologie clasică la Universitatea București, în 1994. Între 1976 și 1987, este muzeograf la Muzeul Național de Artă, între 1987 și 1990 este cercetător la Institutul de Istorie a Artei, iar intre 1990 si 2006 la Institutul de Studii Orientale „Sergiu Al-George“. În prezent, este profesor la Facultatea de Litere a Universității din București, departamentul de studii culturale, specializarea studii europene. 
Colaborator permanent al revistei 22.

Debutează publicistic cu un articol despre Jan Brueghel cel Bătrîn în revista Liceului Nicolae Bălcescu, azi Sfîntul Sava.

Debut editorial cu volumul De la portulan la vederea turistică (Sport-Turism, 1977).

## Cărți publicate

### Studii despre artă
- De la portulan la vederea turistică: ilustratori străini și realități românești în secolele XVIII-XIX (Sport-Turism, 1977);
- Primitivii picturii românești moderne (Meridiane, 1980);
- Forme artistice și mentalități culturale în epoca romano-bizantină (Meridiane, 1984).

### Studii despre Antichitate
- Scrieri și oralitate în cultura antică (Cartea Românească, 1988; reed. Humanitas, 2006);[3]
- Platon. Filozofie și cenzură (Humanitas, 1995);
- Ecclesiocratia: mentalitati culturale si forme artistice in Epoca Romano-Bizantina (300-800) (Teora, 1998);
- Când Socrate nu are dreptate (Humanitas, 2005; trad. par Anne-Marie Frotin et Eugenia Duta, Les Presses de l'Université Laval, Quebec, Canada, 2009);
- Scriere și oralitate (Humanitas, 2006);
- O istorie a neființei în filozofia greacă. De la Heraclit la Damascios (Humanitas, 2010).

### Eseuri filosofice
- Penumbra (Cartea Românească, 1991; reed. Polirom, 1998);
- Turnirul Khazar. Împotriva  relativismului  postmodern (Nemira, 1997; reed. Polirom, 2003);
- De la Școala din Atena la Școala de la Paltiniș (Humanitas, 2004);
- Noul, o veche poveste (Humanitas, 2008);
- Realitatea și umbra (Humanitas, 2013);
- Miracolul. Despre neverosimila făptură a libertății (Humanitas, 2014);
- Excepția: o încercare de antropologie filozofică (Humanitas, 2021).

### Publicistică
- Mașina de fabricat fantasme (Clavis, 1995);
- Cuvintelnic fără frontiere (Polirom, 2002).

### Literatură
- Povești impertinente și apocrife (Humanitas, 2009);
- Uimitoarea istorie a lui Șabbatai Mesia (Humanitas, 2015);
- Lantul de aur (Humanitas, 2017).
- Amintiri din epoca lui Bibi. O post-utopie (Humanitas, 2019);

### Volume colective
- Războiul de 30 de zile: jurnal colectiv de campanie. Contributori:Mircea Mihăieș, Toma Roman, Tia Șerbănescu, Cornel Nistorescu, Alina Mungiu-Pippidi, Vladimir Tismăneanu, Grigore Cartianu, Sorin Roșca Stănescu, Andrei Cornea, Ioana Lupea, Andrei Oișteanu, Cristian Pîrvulescu, Doina Jela, Sever Voinescu, Ovidiu Șimonca, Cristian Ghinea, Robert Turcescu, Ion Cristoiu, Carmen Mușat; Ed. Curtea Veche, 2007
- Despre Noica. Noica inedit (Centenar Constantin Noica – 1909/2009) -  Gabriel Liiceanu, Andrei Pleșu, Ioana Pârvulescu, Dan C. Mihăilescu, Alexandru Dragomir, Andrei Cornea; Ed. Humanitas, 2008;
- Cărțile care ne-au făcut oameni, coord. de Dan C. Mihăilescu - Ana Blandiana, Lucian Boia, Mircea Cărtărescu, Ștefan Câlția, Livius Ciocârlie, Andrei Cornea, Neagu Djuvara, Gabriel Liiceanu, Nicolae Manolescu, Mihai Măniuțiu, Horia-Roman Patapievici, Ioana Pârvulescu, Irina Petrescu, Andrei Pleșu, Victor Rebengiuc, Alex Ștefănescu, Valeriu Stoica, Ion Vianu; Ed. Humanitas, 2010;
- Cine sunt? Ce sunt? Concursul Humanitas in licee - Ioana Pârvulescu, Vlad Zografi, Andrei Cornea, Cătălin Strat; Ed. Humanitas, 2014;
- Cum să fii fericit în România, coord. de  Oana Bârna, texte de Gabriel Liiceanu, Ioana Pârvulescu, Radu Paraschivescu, Tatiana Niculescu, Anamaria Smigelschi, Andrei Pleșu, Adriana Bittel, Dan Tăpălagă, Jean A. Harris, Vlad Zografi, Clotilde Armand, Ariana Rosser Macarie, Andreea Răsuceanu, Andrei Cornea, Monica Pillat, Mihaela Coman, Horia-Roman Patapievici; Ed. Humanitas, 2017;

### Traduceri
- Platon, Republica, Philebos, Opere, editori Constantin Noica & Petru Creția, Edit. Științifică și Enciclopedică, București, 1986, vol. V (ed. a II-a reviz., Edit. Teora, București, 1998, 2 vol.).
- Platon, Theaitetos; Ed. Humanitas, București, 2012;
- Aristotel, Metafizica; Ed. Humanitas, București, 2001; reeedit. 2007, 2021;
- Aristotel, Despre generare și nimicire, Polirom, Iași, 2009;
- Plotin, Opere, vol I (2003), vol II (2006), vol III (2009);
- Epicur și epicureismul antic. Viața și opera lui Epicur, fragmente doxografice, interpretare, note. Cartea a fost publicată sub egida Centrului de Editare și Traducere „Traditio“ al Universității „Alexandru Ioan Cuza“ din Iași, în coeditare cu Editura Humanitas, 2016.
- Aristofan, Trei comedii. Lysistrata. Viespile. Belsugul; Ed. Humanitas, București, 2017;

## Afilieri
- Membru al Grupului pentru Dialog Social.